# Eiji Hanayama
Eiji Hanayama (født 21. august 1977) er en tidligere japansk fodboldspiller.
Han har spillet for flere forskellige klubber i sin karriere, herunder Urawa Reds og Gamba Osaka.